# Feromon
Feromoni (grško starogrško φέρω: phero - nositi + hormân - spodbujati, poganjati) so kemični signali, ki ga v izredno majhnih količinah izločajo določeni organizmi in sprožijo naravni odziv pri drugem pripadniku iste vrste organizmov. Obstajajo mnogi tipi feromonov, kot so t. i. opozorilni feromoni, feromoni za označevanje sledi hrane, spolni feromoni ter mnogi drugi, ki povzročijo spremembno v vedenju ali fizioloških procesih. Feromoni so najbolj dokumentirani pri žuželkah, sporazumevanje preko feromonov pa je bilo odkrito tudi pri nekateri vretenčarjih in rastlinah.
Določeni feromoni so ponekod izrabljeni kot pomožno sredstvo pri uničevanju škodljivcev na pridelovalnih površinah.

## Tipi feromonov

### Agregacijski feromoni
Funkcija agregacijskih feromonov je obramba pred plenilci, izbira partnerjev in premaganje obrambe napadene žrtve preko množičnega napada. Skupina posameznih organizmov se imenuje agregacija (skupek) ne glede na spol. Tako spadajo moški spolni feromoni pri žuželkah med agregacijske feromone, saj privabijo na mesto zbiranja pripadnike obeh spolov. Večino spolnih feromonov sicer izločajo samice, medtem ko izločajo samci le relativno majhen delež.
Agregacijski feromoni so bili odkriti pri hroščih, polkrilcih, dvokrilcih in kobilicah. V zadnjih desetletjih so agregacijski feromoni postali pomembni kot pomožno sredstvo pri uničevanju škodljivcev na pridelovalnih površinah, kot so nekatere vrste pravih rilčkarjev (npr. Anthonomus grandis, ki napada bombaž, ter Sitophilus granarius, ki napada riž in koruzo). Prednosti tovrstnih snovi so, da sodijo med najbolj ekološko selektivne uničevalne metode, niso nevarne za okolje in delujejo v zelo majhnih količinah.

### Opozorilni feromoni
Nekateri organizmi sprošajo v primeru napada plenilca hlapne opozorilne feromone, ki povzročijo bodisi beg od nevarnosti (kot npr. pri listnih ušeh) bodisi napadalnost (kot pri čebelah, mravljah in termitih). Tudi nekatere rastline sproščajo opozorilne feromone, najpogosteje v primeru prehranjevanja rastlinojedov, kar povzroči izločanje tanina pri sosednjih rastlinah, zaradi katerega postanejo slednje neužitne za rastlinojede.

### Signalni feromoni
Signalni feromoni povzročijo kratek odziv. Primer tega je sproščevalni hormon gonadotropinov oz. gonadoliberin (GnRH), ki pri samici povzroči lordozo (upognjenost hrbtenice naprej), kar pripomore pri parjenju.

### Primerski feromoni
Primerski feromoni sprožijo določene spremembe v razvoju organizma.

### Teritorijski feromoni
Teritorijske feromone odložijo organizmi v okolje oz. na kopno in tako označijo meje svojega teritorija. Znan primer tega so psi in mačke, pri katerih se teritorijski feromoni nahajajo v urinu. Z vidika dajanja podatkov o samem osebku jih lahko imenujemo tudi informacijski feromoni.

#### Epideiktični feromoni
Epideiktični feromoni so v bistvu podtip teritorijskih feromonov in jih izločajo samo samice žuželk po izvalitvi jajčeč v bližino sadežev, s pomočjo katerih opozorijo druge samice iste vrste, da odložijo jajčeca nekje drugje. Tovrstne feromone je prvi dokumentiral francoski entomolog Jean Henri Fabre.

### Sledilni feromoni
Sledilni feromoni so pogosti pri žuželkah s socialno hierarhijo. Primer tega so mravlje, ki sproščajo te feromone med potjo do vira hrane, kar privabi druge mravlje, da sledijo viru hrane po isti poti. Dokler obstajajo znatne količine hrane, bodo mravlje nepretrgoma izločale feromone, saj so slednji zelo hlapni ogljikovodiki. Po izčrpanju vira mravlje prenehajo izločati feromone, poleg tega pa vsaj eden osebek začne izločati repelente, ki odvračajo druge pripadnike skupnosti od poti do izčrpanega vira.

### Spolni feromoni
Pri živalih spolni feromoni označujejo sposobnost samice za parjenje. Tudi samci sproščajo spolne feromone, v katerih je vsebovana informacija o vrsti in genotipu osebka. Veliko vrst žuželk sprošča spolne feromone za privabljanje partnerjev; nekateri metulji lahko tako zaznajo potencialnega partnerja tudi do 10 km daleč. Morski ježki sproščajo feromone v vodo, ki povzročijo hkratno sproščanje spolnih celic (gamet) pri drugih morskih ježkih. 
Spolne feromone se izrablja tudi kot pomožno snov v pasteh za škodljivce pridelovalnih površin. 

### Drugi tipi feromonov
Poleg omenjenih tipov obstajajo še drugi, manj znani tipi, in sicer:
- Nasonov feromon, ki ga sproščajo čebelje delavke in pripomore pri orientaciji drugih čebeljih delavk pri povratku k panju po paši;
- kraljevi feromoni (čebele);
- nekromoni, ki vsebujejo oleinsko in linolensko kislino in pomagajo pri prepoznavanju mrtvih osebkov iste vrste (raki in šesteronožni členonožci).